# Pachycereus weberi
Pachycereus weberi är en kaktusväxtart som först beskrevs av John Merle Coulter, och fick sitt nu gällande namn av Curt Backeberg. Pachycereus weberi ingår i släktet Pachycereus och familjen kaktusväxter. Inga underarter finns listade i Catalogue of Life.

## Bildgalleri

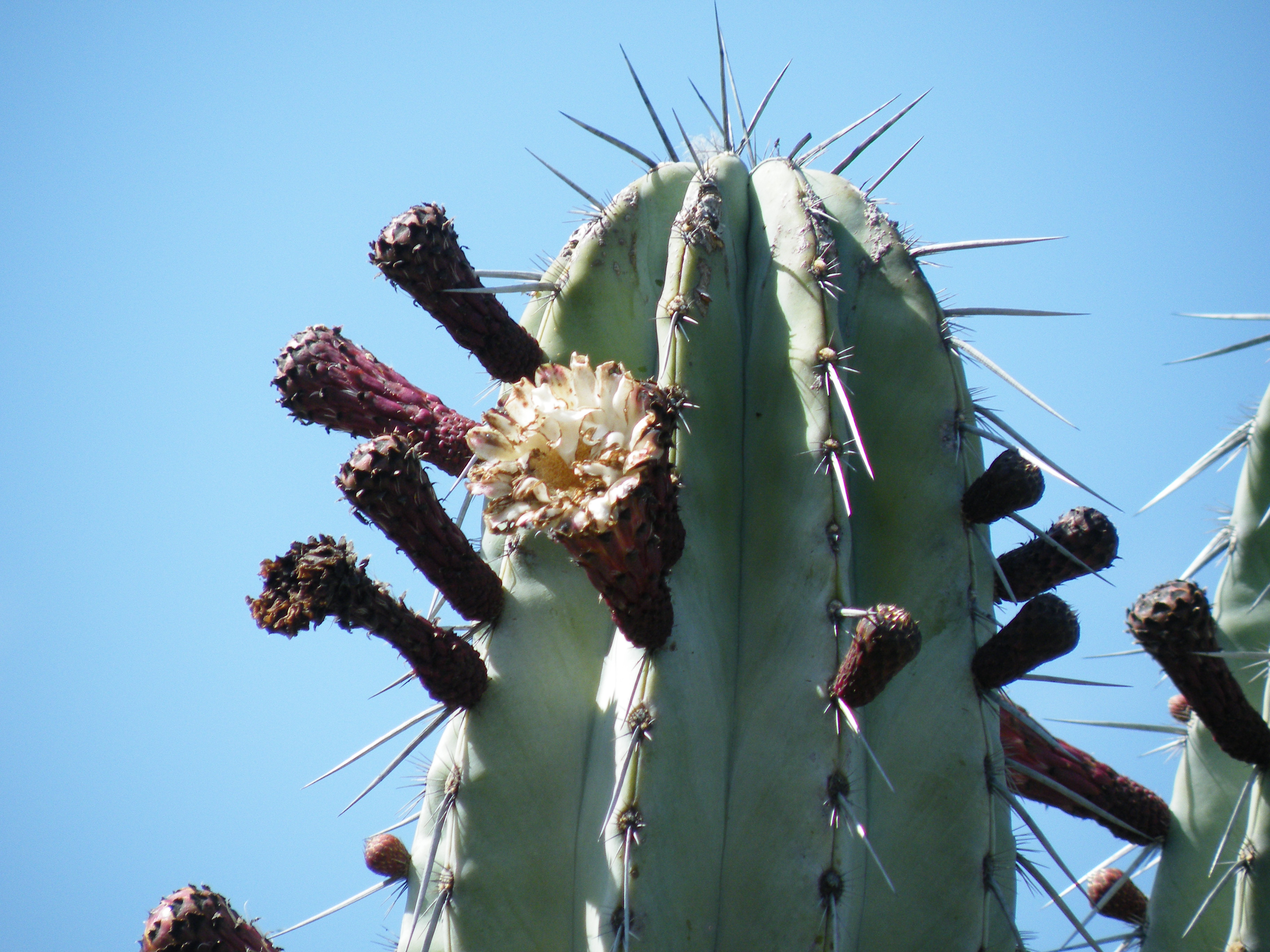
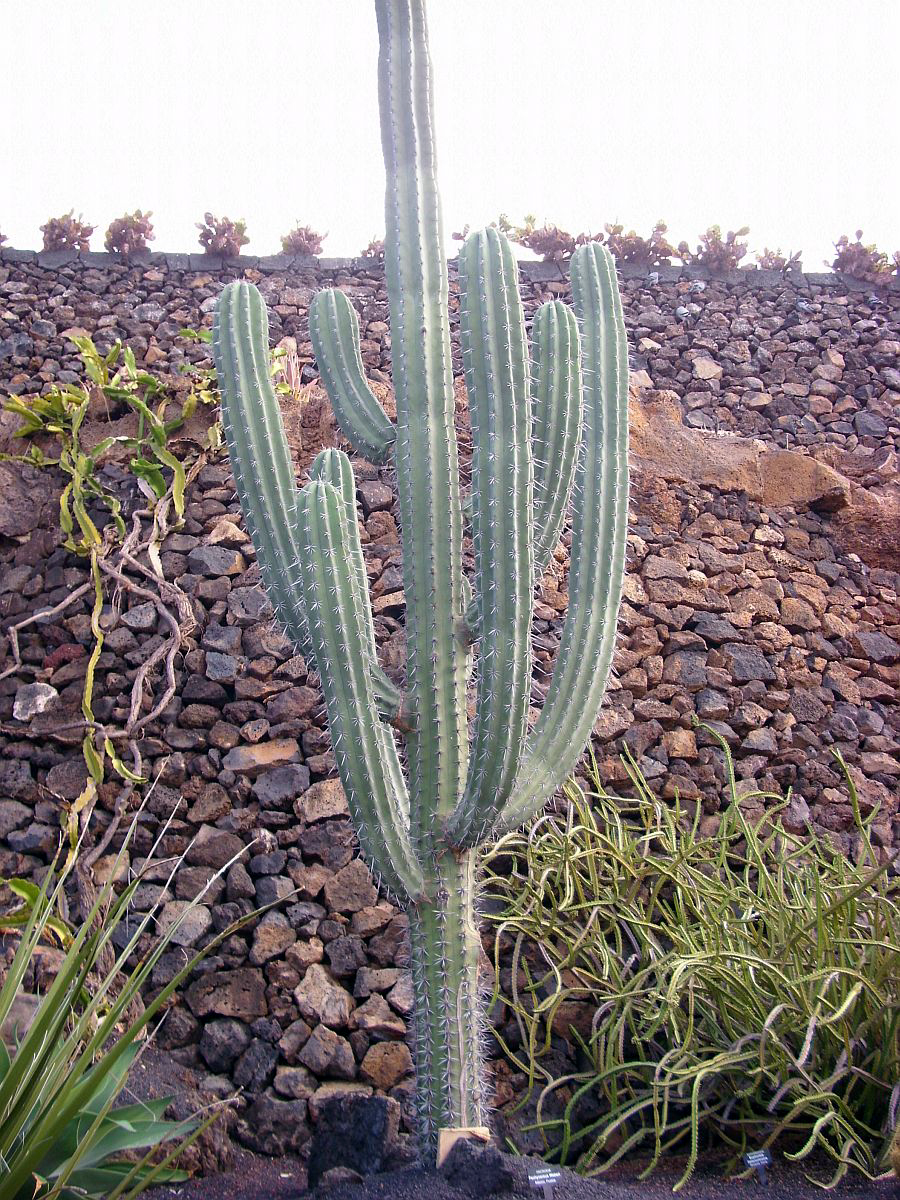
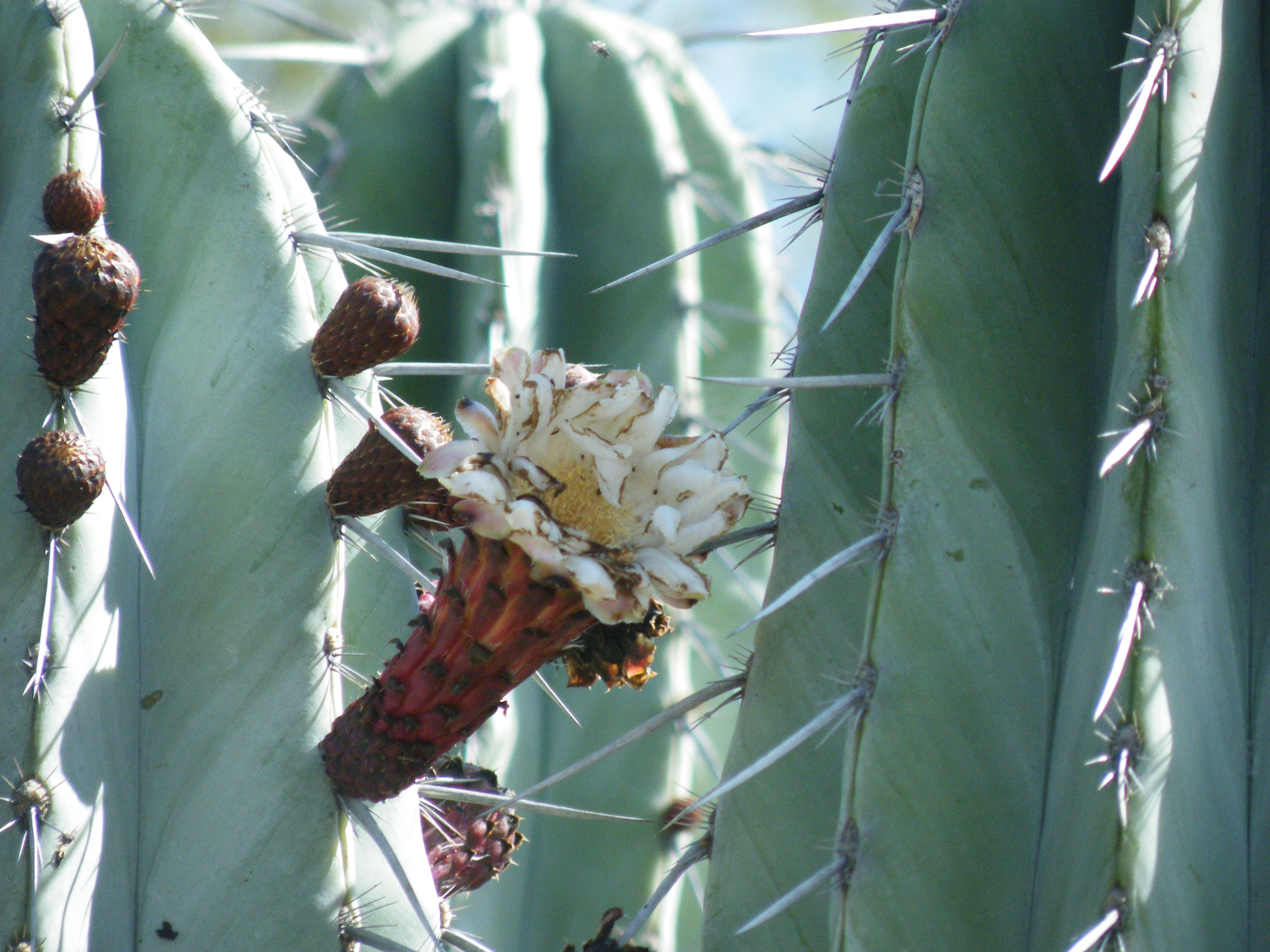
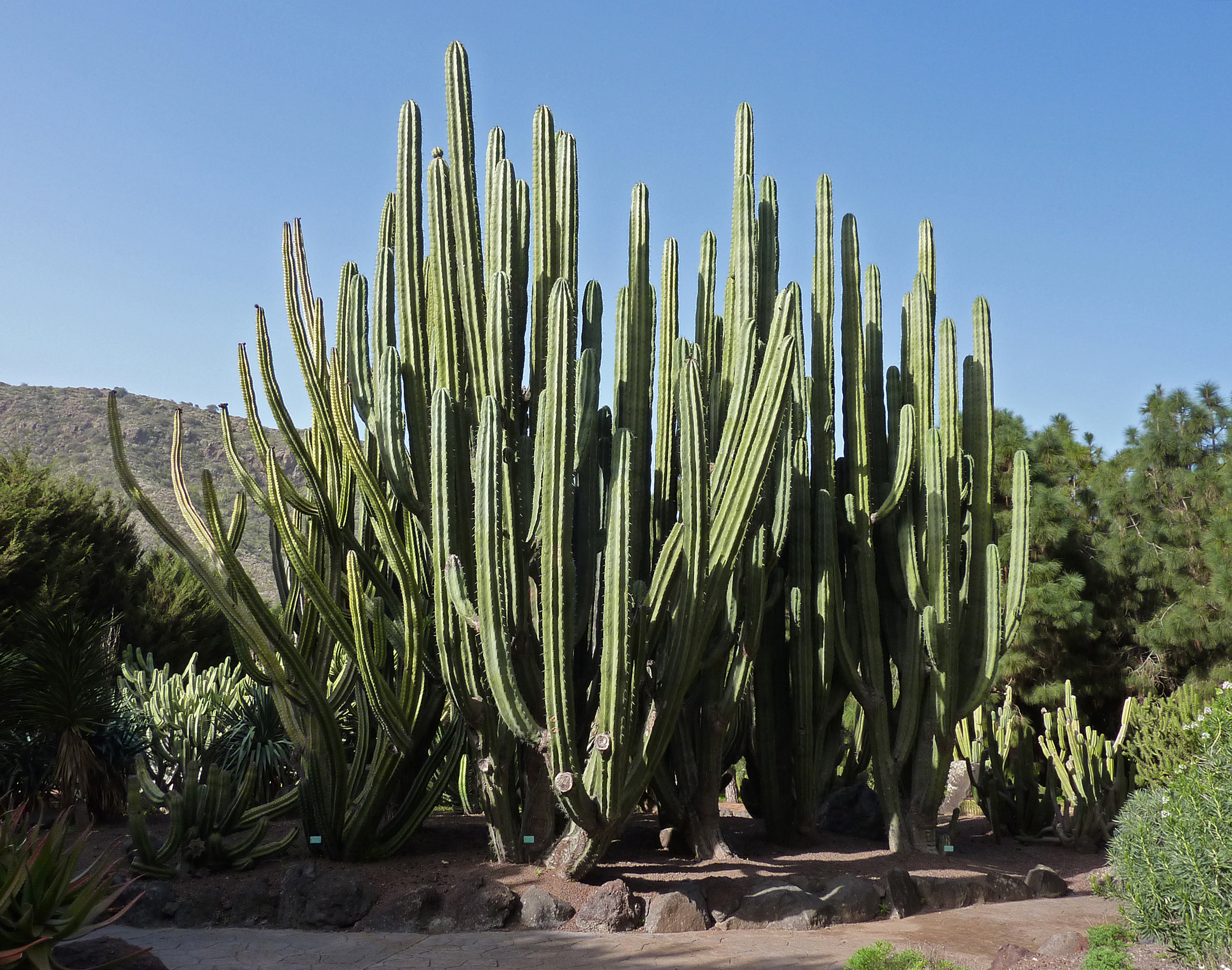